# Campionatul Asiatic de Handbal Feminin pentru Tineret din 2022
Campionatul Asiatic de Handbal Feminin pentru Tineret din 2022 a fost a 16-a ediție a Campionatului Asiatic de Handbal Feminin pentru Tineret și s-a desfășurat la Almaty, în Kazakhstan, între 7 și 14 martie 2022. Campionatul Asiatic a avut loc sub patronajul Federației Asiatice de Handbal și a fost a cincea oară când a fost organizat de Federația Kazahă de Handbal. Competiția a servit și ca turneu de calificare la  Campionatul Mondial de Handbal Feminin pentru Tineret din 2022, câștigătoarele primelor trei locuri la campionatul asiatic calificându-se la turneul final din Slovenia.
Anterior, campionatul fusese prevăzut să se desfășoare în Uzbekistan, dar în decembrie 2021, Federația Asiatică de Handbal a decis să mute competiția în Kazahstan, din cauza situației pandemiei de COVID-19. În ianuarie 2022, campionatul, care fusese planificat să se desfășoare pe 13-20 februarie, a fost amânat din cauza protestelor din Kazahstan.
Campionatul Asiatic din 2022 a fost câștigat de India, acesta fiind primul titlu de acest fel obținut de echipa asiatică.

## Tragerea la sorți
Tragerea la sorți a avut loc pe 28 decembrie 2021, în Almaty, Kazahstan.

### Distribuția în urnele valorice
Echipele au fost distribuite în urnele valorice conform regulamentelor Comisiei de Competiții a Federației Asiatice de Handbal și clasamentului ediției precedente a campionatului. Echipele care nu au luat parte la ediția anterioară au fost distribuite în urna a 3-a.
| Urna 1                    | Urna a 2-a         | Urna a 3-a       |
| ------------------------- | ------------------ | ---------------- |
| Kazahstan · Coreea de Sud | Uzbekistan · India | Iran · Thailanda |

Coreea de Sud s-a retras din competiție după tragerea la sorți.

## Partide
În urma tragerii la sorți au rezultat partidele de mai jos. Programul meciurilor a fost anunțat pe 23 februarie 2022.
Orele de mai jos sunt cele locale (UTC+6).
| Loc | Echipa        | MJ | V | E | Î | GM  | GP  | DG  | Pct | Calificare                   |
| --- | ------------- | -- | - | - | - | --- | --- | --- | --- | ---------------------------- |
| 1   | India         | 4  | 3 | 0 | 1 | 139 | 112 | +27 | 6   | Campionatul Mondial din 2022 |
| 2   | Iran          | 4  | 3 | 0 | 1 | 119 | 109 | +10 | 6   | Campionatul Mondial din 2022 |
| 3   | Kazahstan (H) | 4  | 3 | 0 | 1 | 108 | 95  | +13 | 6   | Campionatul Mondial din 2022 |
| 4   | Uzbekistan    | 4  | 1 | 0 | 3 | 104 | 109 | −5  | 2   |                              |
| 5   | Thailanda     | 4  | 0 | 0 | 4 | 82  | 127 | −45 | 0   |                              |

1. 1 2 3  India 2 puncte, golaveraj +3; Iran 2 puncte, golaveraj –1; Kazahstan 2 puncte, golaveraj –2

| 7 martie 2022 17:00 | Thailanda | 20–28 | Kazahstan | Complexul Sportiv Universal „Dostyk”, Almaty |
| 7 martie 2022 17:00 | (7–14)    |       |           | Complexul Sportiv Universal „Dostyk”, Almaty |
| 7 martie 2022 17:00 |           |       |           | Complexul Sportiv Universal „Dostyk”, Almaty |

| 8 martie 2022 15:00 | India   | 32–31 | Uzbekistan | Complexul Sportiv Universal „Dostyk”, Almaty |
| 8 martie 2022 15:00 | (18–14) |       |            | Complexul Sportiv Universal „Dostyk”, Almaty |
| 8 martie 2022 15:00 |         |       |            | Complexul Sportiv Universal „Dostyk”, Almaty |

| 8 martie 2022 17:00 | Iran   | 24–30 | Kazahstan | Complexul Sportiv Universal „Dostyk”, Almaty |
| 8 martie 2022 17:00 | (9–16) |       |           | Complexul Sportiv Universal „Dostyk”, Almaty |
| 8 martie 2022 17:00 |        |       |           | Complexul Sportiv Universal „Dostyk”, Almaty |

| 10 martie 2022 15:00 | India   | 37–42 | Iran | Complexul Sportiv Universal „Dostyk”, Almaty |
| 10 martie 2022 15:00 | (17–21) |       |      | Complexul Sportiv Universal „Dostyk”, Almaty |
| 10 martie 2022 15:00 |         |       |      | Complexul Sportiv Universal „Dostyk”, Almaty |

| 10 martie 2022 17:00 | Uzbekistan | 30–23 | Thailanda | Complexul Sportiv Universal „Dostyk”, Almaty |
| 10 martie 2022 17:00 | (14–11)    |       |           | Complexul Sportiv Universal „Dostyk”, Almaty |
| 10 martie 2022 17:00 |            |       |           | Complexul Sportiv Universal „Dostyk”, Almaty |

| 12 martie 2022 15:00 | Thailanda | 21–28 | Iran | Complexul Sportiv Universal „Dostyk”, Almaty |
| 12 martie 2022 15:00 | (10–8)    |       |      | Complexul Sportiv Universal „Dostyk”, Almaty |
| 12 martie 2022 15:00 |           |       |      | Complexul Sportiv Universal „Dostyk”, Almaty |

| 12 martie 2022 17:00 | India  | 29–21 | Kazahstan | Complexul Sportiv Universal „Dostyk”, Almaty |
| 12 martie 2022 17:00 | (15–9) |       |           | Complexul Sportiv Universal „Dostyk”, Almaty |
| 12 martie 2022 17:00 |        |       |           | Complexul Sportiv Universal „Dostyk”, Almaty |

| 13 martie 2022 15:00 | Iran    | 25–21 | Uzbekistan | Complexul Sportiv Universal „Dostyk”, Almaty |
| 13 martie 2022 15:00 | (16–12) |       |            | Complexul Sportiv Universal „Dostyk”, Almaty |
| 13 martie 2022 15:00 |         |       |            | Complexul Sportiv Universal „Dostyk”, Almaty |

| 14 martie 2022 15:00 | Thailanda | 18–41 | India | Complexul Sportiv Universal „Dostyk”, Almaty |
| 14 martie 2022 15:00 | (9–20)    |       |       | Complexul Sportiv Universal „Dostyk”, Almaty |
| 14 martie 2022 15:00 |           |       |       | Complexul Sportiv Universal „Dostyk”, Almaty |

| 14 martie 2022 17:00 | Kazahstan | 29–22 | Uzbekistan | Complexul Sportiv Universal „Dostyk”, Almaty |
| 14 martie 2022 17:00 | (16–9)    |       |            | Complexul Sportiv Universal „Dostyk”, Almaty |
| 14 martie 2022 17:00 |           |       |            | Complexul Sportiv Universal „Dostyk”, Almaty |